# De Oude Wolf
De Oude Wolf was een van de eerste windgedreven oliemolens in de Zaanstreek en stond aan de Zaanse Schans ten noorden van de oliemolen de Bonte Hen op het terrein van de voormalige lak- en vernisfabriek van Jacob Vis Pz. Blijkens een akte uit 1658 heette de molen toentertijd 'De Gouden Wolf'. De molen werd omstreeks 1615 gebouwd en in december 1877 gesloopt, maar de schuur bleef staan. In 1904 brandde de schuur af. De molen en de schuur zijn niet herbouwd.